# Monserrat Bellés Sagarminaga
Montserrat Bellés Sagarminaga (23 de noviembre de 1943, Vinaroz (Castellón) - 16 de septiembre de 1998, Alicante) fue una compositora castellonense.

## Biografía[1]
Monserrat Bellés nació en Vinaroz, Castellón, en España. Cursó estudios musicales de piano, armonía, contrapunto, fuga y composición en el Conservatorio Superior de Música de Madrid, siendo sus profesores de composición Ángel Arias, Cristóbal Halffter, Calés y Gerardo Gombau. Tanto en 1969 como en 1971 fue becada por la Dotación de Arte Castellblanch para asistir a los cursos de la Accademia Musicale Chigiana de Siena, donde trabajó con Goffredo Petrassi, Boris Porena y Franco Donatoni. Fue finalista del Premio Roma de Composición, convocado por la Sección de Música de la Real Academia de Bellas Artes de San Fernando.
En Madrid desempeñó el cargo de catedrática de armonía en el Conservatorio Profesional de Música Amaniel y a partir de 1970, en el Real Conservatorio Superior de Música y, en Alicante, en el Conservatorio Superior Óscar Esplá, donde también fue directora.
Falleció en Alicante el 16 de septiembre de 1998.

## Obras
Sus obras están escritas, en su gran mayoría, para solistas o grupos de cámara.
Su obra principal, Sombras, para clave y guitarra, está basada en el cuadro de Francisco de Goya Duelo a garrotazos. Otras obras son el dúo Música para doce cuerdas; Nielma, para solista y Tríptico del amor. Tiempo fue emitida el 1 de abril de 1980 por Estudio música 1 en Radio Nacional de España.
Otras obras son: Cuatro estructuras, Etéreo, Siules, Música para un silencio…

## Crítica
[Sus composiciones] son de un alto nivel técnico y destacan fundamentalmente por el dominio del contrapunto
Ozaita, pianista y musicóloga

Las Juventudes Musicales madrileñas han venido dedicándose desde su fundación, con prioridad, en favor de los jóvenes compositores e intérpretes recién salidos de los Conservatorios, constituyendo el primer atril o el primer estreno para unos y la experimentación y el ensayo para otros, sirviendo de fogueo y catapulta a muchos jóvenes, con miras situadas en el profesionalismo, como ninguna otra organización.
Desde el punto de vista creacional ha tenido especial relevancia el movimiento volcado en descubrir y apoyar nuevos valores de la composición. De este movimiento, que se llamó Nueva Generación, surgieron los nombres de Tomás Marco, Arturo Tamayo, José Luis Téllez, Angel Luis Ramírez, Eduardo Polonio, Julián Llinás, Carlos Cruz Castro, Francisco Estévez y Montserrat Bellés.
Quizá la virtud más importante de Nueva Generación fuera el que, no condicionando a ninguno en su forma, si la hubo, en cambio, en el fondo, ya que el denominador común estaba constituido por el enfrentamiento a un superesteticismo contemporáneo, ha llegado al límite de saturación.
Carlos Cruz Castro, mencionado en Fernández-Cid, Antonio (1973). La Música Española en el siglo XX. Compendios. Madrid: Fundación Juan March. Rioduero. p. 384. ISBN 84-7075-014-3. Consultado el 23 de marzo de 2020.

## Reconocimientos
El 24 de septiembre de 1999, en el XXV Festival Internacional de Música de Alicante, pocos meses después de su muerte, se realizó un homenaje en su memoria donde se interpretaron algunas de sus obras de cámara.
En el año 2019 se realizó una exposición y se publicó un libro sobre compositoras olvidadas, entre las que se encuentra.